# Altopiano di Abbasanta

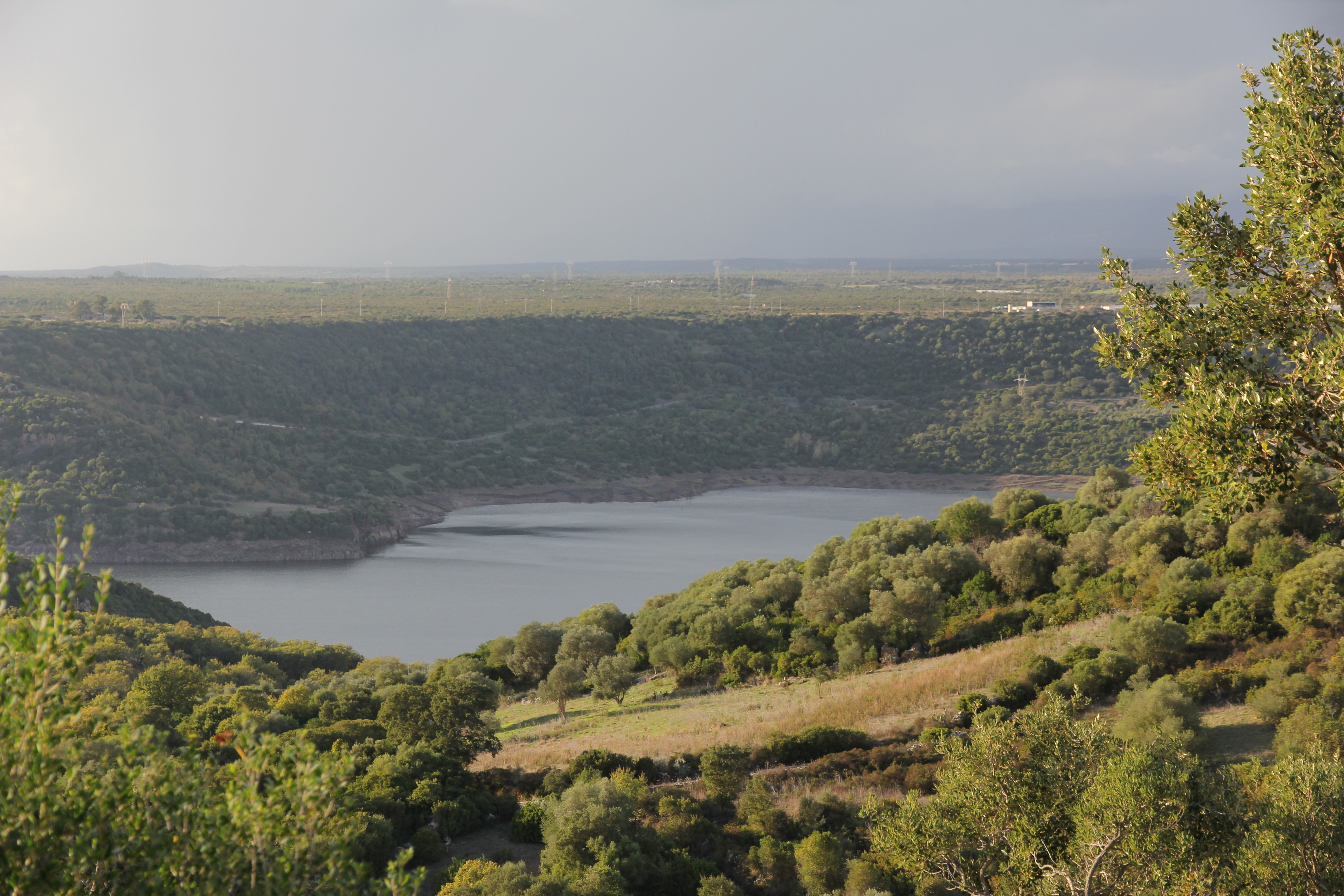

L'altopiano di Abbasanta si estende al centro della Sardegna, nella porzione nord-orientale della provincia di Oristano. Comprende parte della subregione storica del Barigadu. È delimitato a Nord dalla catena del Marghine e dal Montiferru. Si presenta come un tavolato di roccia basaltica formatosi in seguito alle eruzioni del Montiferru.
Vi si trova la foresta pietrificata di Zuri - Soddì.